# Fäst vid dig
Fäst vid dig (engelsk originaltitel: Stuck on You) är en amerikansk komedifilm från 2003, regisserad och skriven av bröderna Farrelly, Peter och Bobby, med Matt Damon och Greg Kinnear i huvudrollerna. Filmen premiärvisades i Mexiko 10 december 2003 och i USA 12 december. I Sverige hade den premiär 25 december 2003 och i Finland 19 mars 2004.

## Handling
De siamesiska tvillingarna Bob och Walt Tenor arbetar som kockar på en liten hamburgerrestaurang på semesterön Martha's Vineyard. Men Walt har drömmar om att bli skådespelare och vill åka till Hollywood. Han övertalar Bob att de ska försöka, eftersom Bobs kvinnliga nätkompis bor i Los Angeles, och Walt tror att de skulle bli ett bra par.
Walts drömmar får dock hjälp av att sångerskan Cher nyligen tvingats in ett kontrakt om att vara med i en dålig TV-serie, och därför ser de siamesiska tvillingarna som ett sätt ut ur det kontraktet. Men Walts medverkan i serien gör att den blir populärare än någon kunnat ana.
Samtidigt försöker Bob desperat dölja för sin tilltänkta flickvän att han är siamesisk tvilling, och går till mycket extrema mått för att hålla det hemligt.

## Om filmen
I filmen medverkar Cher, Meryl Streep, Griffin Dunne och flera andra skådespelare som sig själva.

## Rollista
| Matt Damon            | – Bob            |
| Greg Kinnear          | – Walt           |
| Eva Mendes            | – April          |
| Wen Yann Shih         | – May            |
| Pat Crawford Brown    | – Mimmy          |
| Ray "Rocket" Valliere | – Rocket         |
| Tommy Songin          | – Tommy          |
| Seymour Cassel        | – Morty O'Reilly |
| Cher                  | – Cher / Honey   |
| Meryl Streep          | – Sig själv      |
| Griffin Dunne         | – Sig själv      |
| Bob Sweeney           | – Sig själv      |